# نوده (رشت تاجیکستان)
نوده  جماعت و شهرکی در کشور تاجیکستان است که در ناحیهٔ رشت ناحیه‌های تابع جمهوری قرار دارد. جمعیت این جماعت ۱۰۴۷۴ است.